# Gustav Heinrich von Müller

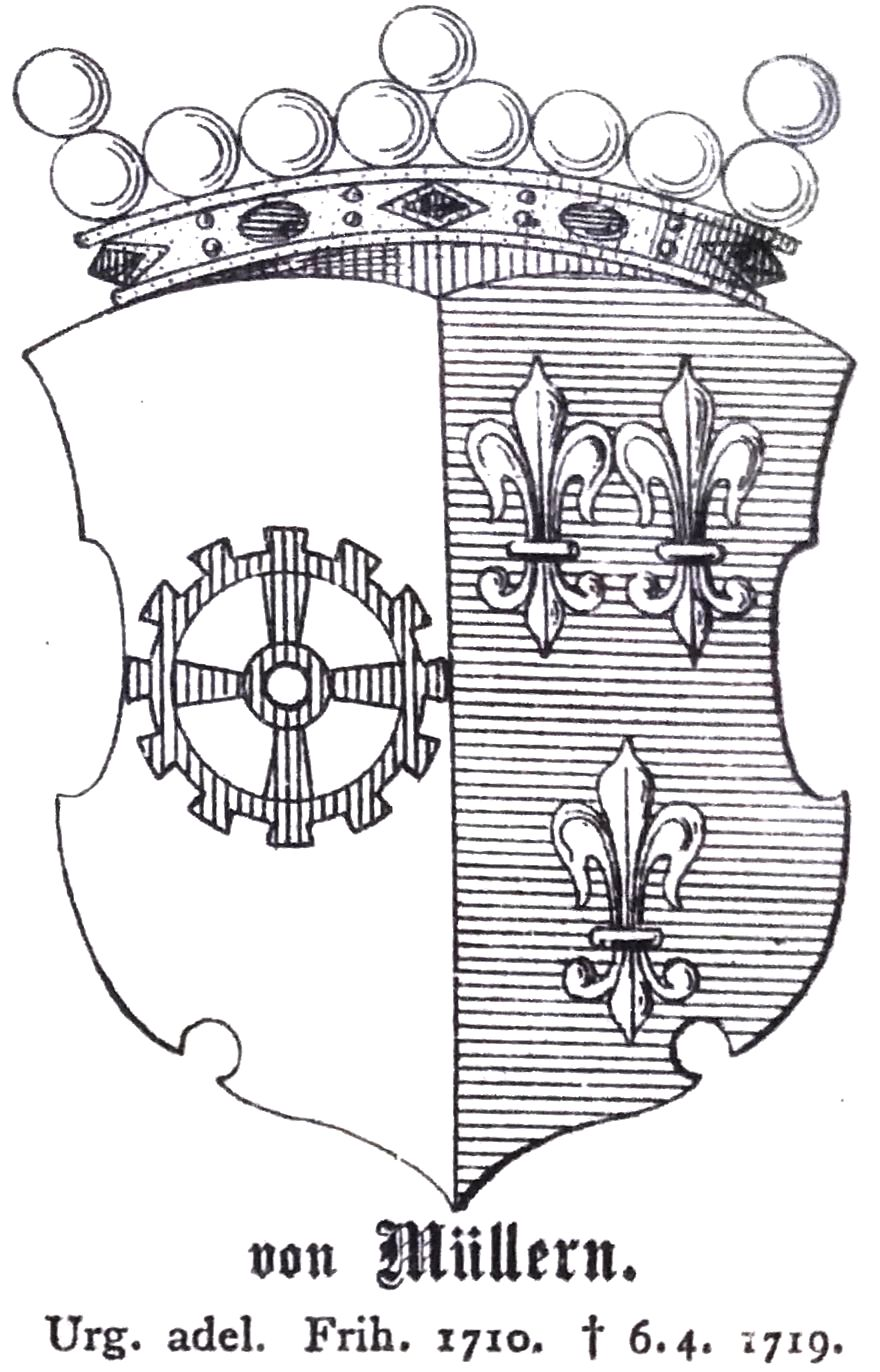
Wappen des Freiherrn von Müllern (1710)

Gustav Heinrich von Müller (* 1664; † 9. April 1719 in Stockholm) war ein schwedischer Freiherr, Gesandter und von 1710 bis 1714 königlich-schwedischer Hofkanzler.

## Leben
Gustav Heinrich von Müller (oft: Gustaf Henrik von Müllern) gehörte der deutsch-baltischen Adelsfamilie Müller a.d.H. Kunda aus dem 1650 schwedisch nobilitierten Sippenkreis Müller von Fahrensbach in Estland an. 1688 wurde er Statthalter der Cousins Karls XI., der Pfalzgrafen Adolf Johann und Gustav Samuel von Pfalz-Zweibrücken. Später wurde er schwedischer Kommissionssekretär in Den Haag. 1698–1700 vertrat er als Gesandter Schwedens Interessen an mittelrheinischen Fürstenhofen, etwa in Kurpfalz, Trier, Köln und Lothringen. Sodann gehörte er dem engsten Kanzlerstab an, war mit Karl XII. im Feld, wurde 1708 zum Kanzler und Staatssekretär für auswärtige Angelegenheiten befördert und übernahm nach der Schlacht bei Poltawa (1709) die Erledigung des königlichen Briefverkehrs. 1710 wurde er zum Hofkanzler ernannt und zum Freiherrn erhoben.
Während des Aufenthalts Karls XII. in der Türkei war die Tätigkeit Müllers sehr bedeutsam, da er außenpolitische Expeditionen betreute und so als ein Hauptvertreter des königlichen Willens auftrat. Schon früh riet er Karl XII., aus der Türkei zurückzukehren, doch von Müller zeigte oft ein gewisses Unverständnis für die wirkliche Tragweite der politischen Situation. Im Handgemenge von Bender (1713) wurde er gefangen genommen, aber als Erster wieder freigelassen und war in Didymoticho einer der wenigen Getreuen, mit denen sich Karl XII. umgab.
Als die Kanzlei 1714 neu organisiert wurde, wurde er als Ombudsråd Minister für die schwedische Auslandspolitik. Er verließ die Türkei zeitgleich mit dem König (Oktober 1714), kam aber erst Anfang 1715 nach Stralsund. Dort war er einer von denen, die den König überzeugten, die Rückreise nach Schweden anzutreten, solange noch Gelegenheit dazu bestand. Von diesem Zeitpunkt an vertraute Karl XII. jedoch zunehmend auf Georg Heinrich von Görtz, und Müller genoss bald nicht mehr dieselbe bedeutende Stellung bei Karl XII. wie zuvor.
Bei den Friedensgesprächen von 1718 neigte von Müller eher dazu, mit König Georg von Großbritannien Frieden zu schließen, während Görtz den Frieden mit Russland vorzog. Görtz glaubte sogar, dass von Müller die Hauptschuld an der ablehnenden Antwort des Königs zum Frieden mit Russland zuzuschreiben sei, die Görtz jedoch nicht für endgültig hielt.